# Desire (альбом Hurts)
Desire — четвертий студійний альбом англійського сінті-поп дуету Hurts, який вийшов 29 вересня 2017 року під лейблом Sony Music. Першим синглом платівки стала пісня «Beautiful Ones», яка вийшла 21 квітня 2017 року. Композиція «Ready to Go» була представлена 1 вересня 2017 року як другий сингл альбому.

## Список композицій
| #   | Назва                      | Автор                                          | Тривалість |
| --- | -------------------------- | ---------------------------------------------- | ---------- |
| 1.  | «Beautiful Ones»           | Тео Хатчкрафт Адам Андерсон David Sneddon [en] | 3:01       |
| 2.  | «Ready to Go»              | Хатчкрафт Андерсон Снеддон                     | 2:45       |
| 3.  | «People Like Us»           |                                                | 3:38       |
| 4.  | «Something I Need to Know» |                                                | 3:30       |
| 5.  | «Thinking of You»          |                                                | 3:18       |
| 6.  | «Wherever You Go»          |                                                | 3:37       |
| 7.  | «Chaperone»                |                                                | 2:50       |
| 8.  | «Boyfriend»                |                                                | 2:48       |
| 9.  | «Walk Away»                |                                                | 3:44       |
| 10. | «Wait Up»                  |                                                | 4:07       |
| 11. | «Spotlights»               |                                                | 3:19       |
| 12. | «Hold on to Me»            |                                                | 3:01       |
| 13. | «Magnificent»              |                                                | 4:23       |